# (21362) Dickarmstrong
(21362) Dickarmstrong est un astéroïde de la ceinture principale.

## Description
(21362) Dickarmstrong est un astéroïde de la ceinture principale. Il fut découvert le 30 avril 1997 à l'Observatoire de Kitt Peak par le projet Spacewatch. Il présente une orbite caractérisée par un demi-grand axe de 2,90 UA, une excentricité de 0,10 et une inclinaison de 3,4° par rapport à l'écliptique.

## Compléments